# Sean Astin
Sean Astin, ameriški filmski igralec, producent in režiser, * 25. februar 1971, Santa Monica, Kalifornija, ZDA.
Sean Astin je najbolj poznan po vlogi Sama Gamgija v filmski trilogiji Gospodar prstanov. V spomin na to vlogo ima na gležnju vtetovirano besedo »devet« v vilinski pisavi tengvar.
Leta 1992 se je poročil s Christine Harrell, s katero imata tri hčerke: Alexandro, Elizabeth in Isabello.
1. ↑  Internet Speculative Fiction Database — 1995.